# Calanda (Glarnské Alpy)

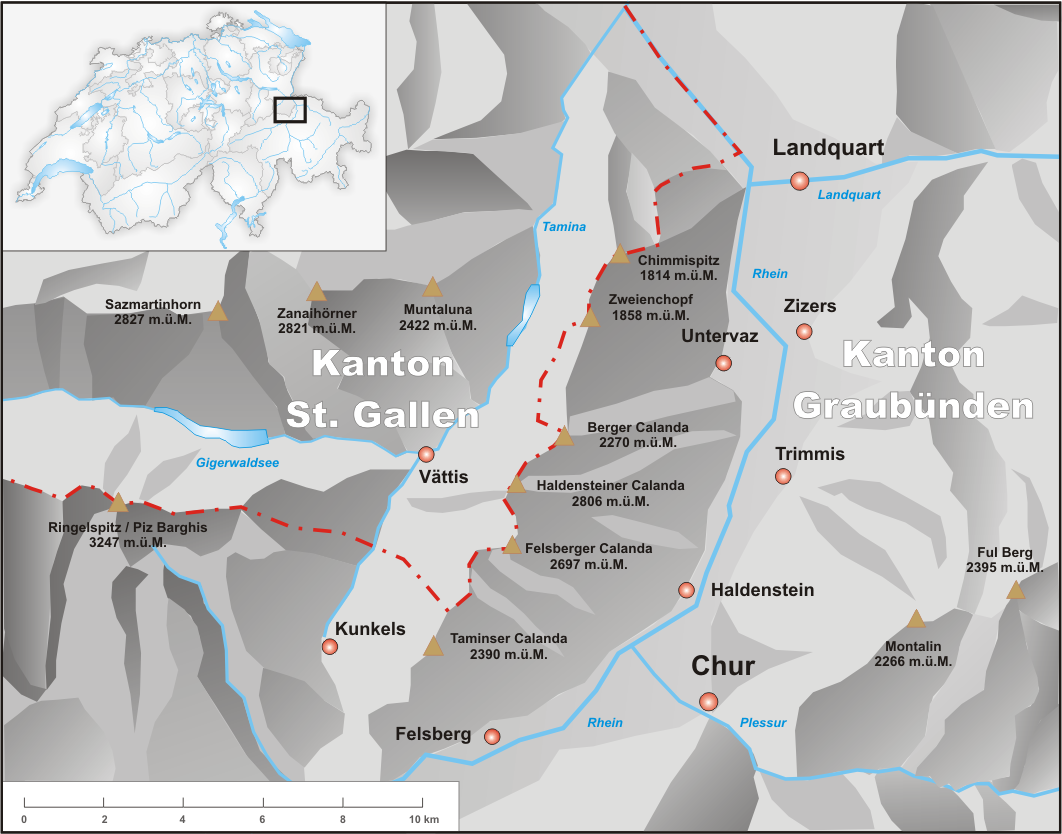
Mapa

Calanda je horský masiv v Glarnských Alpách, tvořící hranici mezi švýcarskými kantony Graubünden a St. Gallen. Má čtyři vrcholy: Taminser Calanda (2390 m n. m.), Felsberger Calanda (2697 m n. m.), Haldensteiner Calanda (2806 m n. m.) a Berger Calanda (2270 m n. m.). Výstup na Haldensteiner Calanda z města Chur trvá něco přes šest hodin. V nadmořské výšce 2073 metrů se nachází turistická chata Calandahütte, kterou provozuje Schweizer Alpen-Club.
Název „Calanda“ znamená v rétorománštině „spouštějící se“, což pochází z častých sesuvů půdy na svazích hory. V září 1843 velká kamenná lavina zničila vesnici Felsberg.
Ve svazích Calandy se dříve těžilo zlato. Nejvýznamnější byl důl Goldene Sonne, uzavřený v roce 1909. V oblasti se také produkuje známkové víno Goldene Sonne.
Na svazích hory žije kozorožec horský a v roce 2012 se zde objevila první rodina vlka obecného, která ve Švýcarsku vychovala mláďata.
Podle hory se jmenuje klub amerického fotbalu Calanda Broncos sídlící ve městě Landquart a Calanda Bier, výrobek churského pivovaru.